# Mad Season (album)
Mad Season è il secondo album in studio del gruppo musicale statunitense Matchbox Twenty, pubblicato il 23 maggio 2000 dalla Atlantic Records. Anche se non ha avuto successo come l'album di debutto della band, Yourself or Someone Like You, l'album è entrato e ha raggiunto la terza posizione nella Billboard 200 con la prima settimana di vendita di 365 000 copie ed è stato certificato disco di platino negli Stati Uniti nell'ottobre 2001.

## Accoglienza
| Recensione           | Giudizio |
| -------------------- | -------- |
| AllMusic             |          |
| Entertainment Weekly | C+       |
| NME                  |          |
| Rolling Stone        |          |

Mad Season ha ottenuto recensioni miste da parte dei critici musicali. Su Metacritic, sito che assegna un punteggio normalizzato su 100 in base a critiche selezionate, l'album ha ottenuto un punteggio medio di 57 basato su quattordici recensioni.

## Tracce
Testi e musiche di Rob Thomas, eccetto dove indicato.
1. Angry – 3:44
2. Black & White People – 3:45
3. Crutch – 3:25
4. Last Beautiful Girl – 4:03 (Rob Thomas, Matt Serletic)
5. If You're Gone – 4:34
6. Mad Season – 5:02
7. Rest Stop – 4:29
8. The Burn – 3:27
9. Bent – 4:16
10. Bed of Lies – 5:22 (Rob Thomas, Matt Serletic)
11. Leave – 4:33
12. Stop – 3:49 (Rob Thomas, Paul Doucette)
13. You Won't Be Mine – 5:32

Tracce aggiunte nella versione deluxe
1. You Won't Be Mine (Orchestral Reprise) – 2:04
2. You & I & I – 3:29
3. Suffer Me – 3:10
4. Never Going Back Again – 3:47 (Lindsey Buckingham)

## Classifiche

### Classifiche settimanali
| Classifica (2000) | Posizione massima |
| ----------------- | ----------------- |
| Australia         | 1                 |
| Canada            | 3                 |
| Germania          | 11                |
| Nuova Zelanda     | 7                 |
| Paesi Bassi       | 60                |
| Regno Unito       | 31                |
| Stati Uniti       | 3                 |
| Svezia            | 44                |
| Svizzera          | 57                |

### Classifiche di fine anno
| Classifica (2000) | Posizione |
| ----------------- | --------- |
| Australia         | 15        |
| Stati Uniti       | 39        |
| Classifica (2001) | Posizione |
| Australia         | 30        |
| Stati Uniti       | 46        |